# 마츠코 디럭스
마츠코 디럭스(일본어: マツコ・デラックス, 1972년 10월 26일~ )는 일본의 오카마 방송인이자 MC, 수필가, 칼럼니스트이다.

## 프로필
| 마츠코 디럭스 | 마츠코 디럭스                                      |
| ------------- | -------------------------------------------------- |
| 본명          | 마츠이 타카히로                                    |
| 출생          | 1972년 10월 26일 일본 지바현 지바시 이나게구       |
| 신체          | 178cm, 120kg~140kg, A형                            |
| 직업          | MC, 방송인, 칼럼니스트, 수필가                     |
| 데뷔          | 2002년 7월 (수필가 데뷔), 2006년 (방송인 데뷔)     |
| 학력          | 치바현 현립 쇼바시고등학교, 도쿄 맥스 미용전문학교 |
| 소속사        | Natural Eight                                      |
| 성별          | 남자                                               |

## 출연 작품

### 극장판 애니메이션
- 2021년 항구의 니쿠코짱! - 다리시아 역 (목소리)